# Evan Longoria
Evan Michael Longoria, född den 7 oktober 1985 i Downey i Kalifornien, är en amerikansk professionell basebollspelare som spelar för San Francisco Giants i Major League Baseball (MLB). Longoria är tredjebasman.
Bland Longorias meriter kan nämnas att han 2008 utsågs till Rookie of the Year i American League efter att ha haft ett slaggenomsnitt på 0,272, 27 homeruns och 85 RBI:s (inslagna poäng). Han har även vunnit tre Gold Glove Awards, som ligans bästa defensiva tredjebasman, och en Silver Slugger Award, som ligans bästa offensiva tredjebasman, samt har tagits ut till tre all star-matcher.

## Karriär

### Major League Baseball

#### Tampa Bay (Devil) Rays
Longoria draftades av Tampa Bay Devil Rays 2006 som tredje spelare totalt och redan samma år gjorde han proffsdebut i Devil Rays farmarklubbssystem. Han började på nivån Short season A för Hudson Valley Renegades i New York-Penn League, men flyttades snart upp till Visalia Oaks i California League (Advanced A) och därefter till nivån AA för Montgomery Biscuits i Southern League. 2007 inledde han för Montgomery, men flyttades senare upp till den högsta nivån AAA för Durham Bulls i International League.

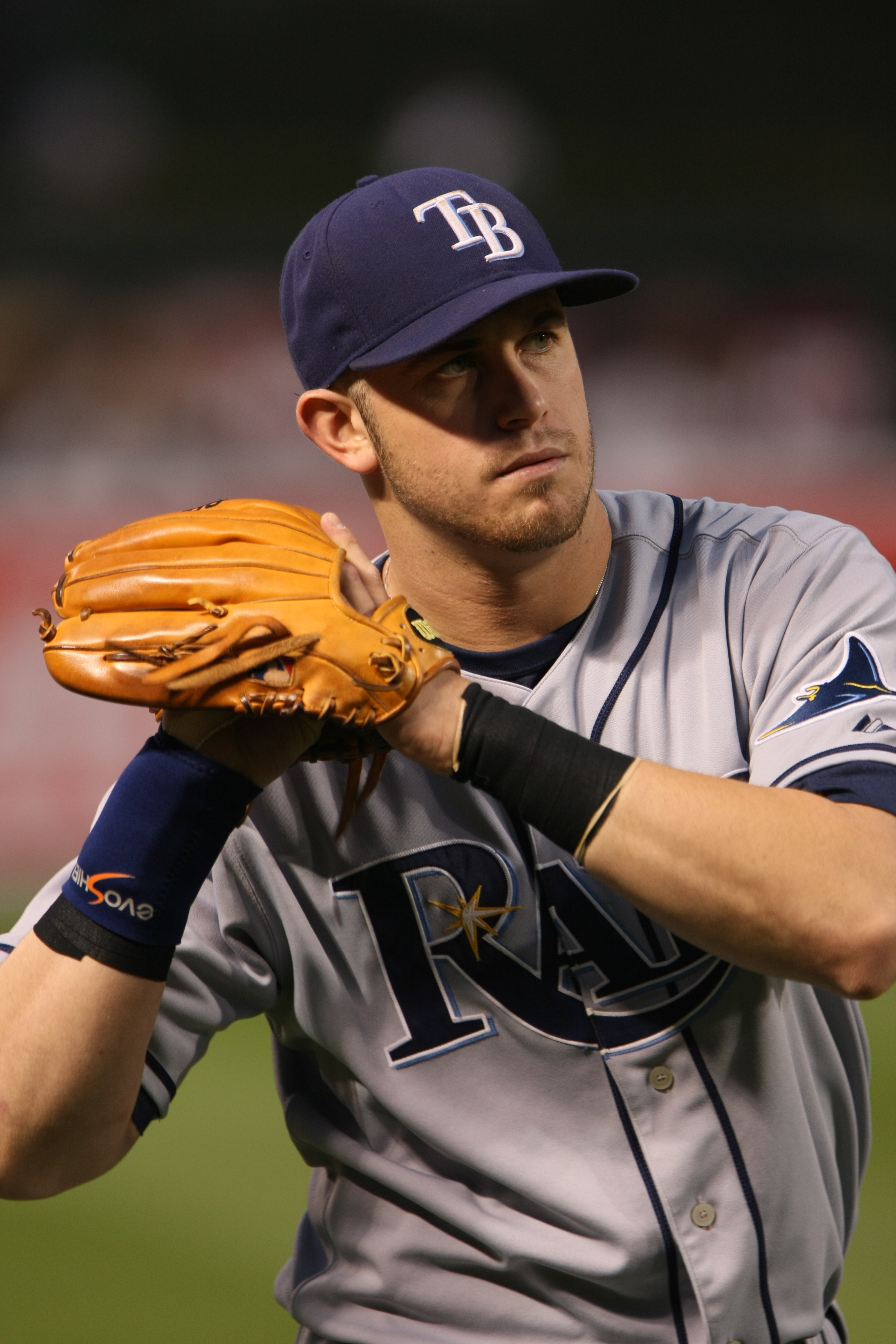
Longoria i Tampa Bay Rays dräkt 2008.

Efter några få matcher för Durham i inledningen av 2008 års säsong fick Longoria debutera i MLB för Tampa Bay Rays, som klubben precis bytt namn till, den 12 april 2008. Efter bara sex matcher skrev han på ett flerårskontrakt värt åtminstone 17,5 miljoner dollar över sex år och potentiellt 44 miljoner dollar över nio år, då klubben hade så kallad option att förlänga kontraktet 2014–2016. Han hade en mycket framgångsrik säsong där han dels togs ut till all star-matchen i juli och dels utsågs till Rookie of the Year i American League. Hans slaggenomsnitt var 0,272 och han slog 27 homeruns och hade 85 RBI:s (inslagna poäng). Hans slugging % på 0,531 var åttonde bäst i ligan. I slutspelet gick Rays hela vägen till World Series, som man dock förlorade mot Philadelphia Phillies.
2009 spelade Longoria ännu bättre och hade ett slaggenomsnitt på 0,281, 33 homeruns och 113 RBI:s. Antalet RBI:s var fjärde bäst i ligan och antalet homeruns var åttonde bäst. Vidare slog han sjunde flest doubles (44). Han togs för andra året i rad ut till all star-matchen och vann även både Silver Slugger Award och Gold Glove Award, som den bästa tredjebasmannen både offensivt och defensivt.
Longoria höjde 2010 sitt slaggenomsnitt ytterligare till 0,294, men nådde inte riktigt lika högt som föregående säsong när det gäller homeruns (22) eller RBI:s (104). Icke desto mindre togs han för tredje året i rad ut till all star-matchen och vann sin andra raka Gold Glove Award. Antalet RBI:s var nionde bäst i ligan och han var näst bäst avseende doubles (46), nionde bäst avseende triples (fem) och tionde bäst avseende både poäng (96) och on-base % + slugging % (OPS) (0,879). Rays gick till slutspel, men åkte ut direkt i American League Division Series (ALDS) mot Texas Rangers.
2011 innebar en sänkning av Longorias slaggenomsnitt till den lägsta nivån dittills (0,244), men han fortsatte att slå många homeruns (31) och ha många RBI:s (99). Han var åttonde bäst i ligan när det gäller homeruns och han satte personligt rekord med 80 walks, vilket också var åttonde bäst i ligan. I slutspelet blev det en repris från föregående år eftersom Rays återigen åkte ut i ALDS mot Texas Rangers.
Longoria spelade bara 74 matcher 2012 på grund av skada, men under de matcherna spelade han bra. Hans slaggenomsnitt var 0,289 och han slog 17 homeruns och hade 55 RBI:s. Efter säsongen förlängde han sitt kontrakt med Rays. Det nya kontraktet inkluderade lönerna för 2013–2016 från det ursprungliga kontraktet och sträckte sig ytterligare sex år till och med 2022 för ytterligare 100 miljoner dollar. Avtalet inkluderade också en option för klubben att förlänga kontraktet ytterligare ett år.
Longoria hade 2013 ett slaggenomsnitt på för honom beskedliga 0,269 samtidigt som han slog 32 homeruns (sjunde bäst i ligan) och hade 88 RBI:s. Han var sjunde bäst i doubles (39), åttonde bäst i poäng (91) och tionde bäst i slugging % (0,498). Rays gick till slutspel, där man först besegrade Cleveland Indians i American League Wild Card Game (ALWC) innan man förlorade i ALDS mot slutsegrarna Boston Red Sox.
Tidigt under 2014 års säsong slog Longoria sin 164:e homerun för Rays, vilket var nytt klubbrekord. I slutet av juli satte han nytt klubbrekord i antal doubles med 216, och rekordslakten fortsatte bara två dagar senare när han satte klubbrekord i antal RBI:s med 593. Totalt under säsongen hade han ett slaggenomsnitt på 0,253, 22 homeruns och 91 RBI:s på 162 matcher.
Den 5 maj 2015 nådde Longoria milstolpen 1 000 hits. Den 2 september samma år slog han sin 200:e homerun och blev därigenom den första tredjebasmannen i MLB:s historia att slå minst 200 homeruns och 250 doubles under sina första åtta säsonger. Hans slaggenomsnitt 2015 var 0,270 och han hade 21 homeruns och 73 RBI:s.
Under 2016 nådde Longoria för fjärde gången 30 homeruns, vilket var nytt klubbrekord för Rays. Han avslutade säsongen med 0,273 i slaggenomsnitt, 36 homeruns (personligt rekord) och 98 RBI:s.
Longoria blev den 1 augusti 2017 den andra spelaren i Rays historia efter Melvin Upton Jr att slå en cycle, alltså en single, en double, en triple och en homerun i samma match. Offensivt var säsongen inte en av hans bästa med ett slaggenomsnitt på 0,261, 20 homeruns och 86 RBI:s, men hans fina spel defensivt ledde till hans tredje Gold Glove Award, den första sedan 2010.
Efter 2017 års säsong bytte Rays bort Longoria till San Francisco Giants i utbyte mot ett flertal spelare.

#### San Francisco Giants
Longoria bröt ett finger på vänster hand i mitten av juni 2018 när han drabbades av en hit by pitch, en skada som krävde operation. Han kunde göra comeback i slutet av juli, men totalt sett var säsongen en besvikelse för Longoria och Giants. Hans 16 homeruns var ett personligt bottenrekord liksom hans 54 RBI:s. Slaggenomsnittet på 0,244 var ett tangerat bottenrekord.
I mitten av juli 2019 hamnade Longoria på skadelistan på grund av plantarfasciit i vänster fot och var borta från spel i cirka tre veckor. Statistiskt sett höjde han sitt slaggenomsnitt något till 0,254 och han hade 20 homeruns och 69 RBI:s.

### Internationellt
Longoria representerade USA vid World Baseball Classic 2009. Han spelade en match och hade ingen hit på en at bat.